# Victoria County, Ontario
Victoria County var ett county i den kanadensiska provinsen Ontario. 1854 skapades The United Counties of Peterborough and Victoria, som delades upp 1863. Victoria County upplöstes 2001, och ersattes av staden Kawartha Lakes. De vita bosatte sig inte i området förrän 1821 då Övre Kanadas regering började sälja markområden., men indianerna, framför allt Huronstammarna, har en lång historia i området.

### Fotnoter
1. ↑  ”Outline of County History, Victoria County, Ontario Canada” (på engelska). Canadian Genealogy. http://www.canadiangenealogy.net/ontario/victoriacounty/county_history.htm. Läst 9 november 2015.